# Apex Chert
Apex Chert (Apex Basalt) - geologiczna formacja  w Australii znana ze znalezienia najstarszych skamieniałości na świecie. 
Znajduje się w północno-zachodniej Australii, koło miejscowości Marble Bar w stanie Australia Zachodnia. Formacja ta leży w obrębie nadgrupy Pilbara, zbudowana jest głównie z czertów datowanych na 3,465 mld lat. Ścisłe datowanie możliwe było dzięki faktowi, że formacja jest podścielona i przykryta skałami wylewnymi, które były datowane metodami izotopowymi na 3471 +/- 5 mln lat (wulkanity podścielające) i 3458 +/- 1,9 mln lat (wulkanity nadległe). Występujące w formacji czerty to pierwotne zlepieńce zbudowane z otoczaków wapiennych, które następnie uległy skrzemienieniu. W czertach znaleziono 11 gatunków skamieniałych mikroorganizmów prokariotycznych, w tym 6 gatunków sinic, 3 bakterii i dwa o nieustalonej przynależności. Skamieniałości te zostały opisane po raz pierwszy w 1992 i 1993 przez Schopfa i do dziś uchodzą za najstarsze znane organizmy, choć część paleontologów próbuje podważyć ich biologiczne pochodzenie.